# POCO M4 Pro 5G
POCO M4 Pro 5G — смартфон компанії POCO Redmi, що належить до серії «M». Був представлений 9 листопада 2021 року. У Китаї продається практично ідентична модель Redmi Note 11 5G з іншим оформленням задньої панелі. В Індії Redmi Note 11 5G продається під назвою Redmi Note 11T.
Старт продажів POCO M4 Pro 5G в Україні був оголошений 6 грудня 2021 року.

## Дизайн
Екран виконаний зі скла Corning Gorilla Glass 3. Корпус виконаний з матового пластику або глянцевого в кольорі Milky Way Blue та Stardust White у Redmi Note 11 5G та Note 11T відповідно.
Дизайн блоку камер схожий на такий у Redmi 10 та китайських версій Redmi Note 11 Pro. Також дизайн POCO M4 Pro дечим подібний до POCO M3, бо також має чорну горизонтальну область з логотипом POCO.
Знизу розміщені роз'єми USB-C і 3.5 мм аудіо, динамік та мікрофон. Зверху розташовані другий мікрофон, ІЧ-порт та другий динамік. З лівого боку розташований слот під 2 SIM-картки і карту пам'яті формату microSD до 1 ТБ. З правого боку розміщені кнопки регулювання гучності та кнопка блокування смартфона, в яку вбудований сканер відбитків пальців.
POCO M4 Pro 5G продавався в 3 кольорах: Power Black (чорний), POCO Yellow (жовтий) та Cool Blue (блакитний).
Redmi Note 11 5G продавався в 3 кольорах: Mysterious Black (чорний), Milky Way Blue (блакитно-рожевий) та Mint Green (біло-аквамариновий).
Redmi Note 11T продавався в 3 кольорах: Matte Black (чорний), Stardust White (блакитно-рожевий) та Aquamarine Blue (біло-аквамариновий).

## Технічні характеристики

### Платформа
Смартфони отримали процесор MediaTek Dimensity 810 та графічний процесор Mali-G57 MC2.

### Батарея
Батарея отримала об'єм 5000 мА·год та підтримку швидкої 33-ватної зарядки.

### Камера
Смартфони отримали основну потрійну камеру 50 Мп, f/1.8 (ширококутний) + 8 Мп, f/2.2 (ультраширококутний з фазовим автофокусом та здатністю запису відео в роздільній здатності 1080p@60fps. Фронтальна камера отримала роздільність 16 Мп, світлосилу f/2.5 (ширококутний) і можливість запису відео в роздільній здатності 1080p@30fps.

### Екран
Екран IPS LCD, 6.6", FullHD+ (2400 × 1080) зі співвідношенням сторін 20:9, щільністю пікселів 399 ppi, частотою оновлення дисплея 90 Гц та круглим вирізом під фронтальну камеру, що розмішений зверху в центрі.

### Звук
Смартфони отримали стереодинаміки. Динаміки розташовані на верхньому та нижньому торцях.

### Пам'ять
POCO M4 Pro 5G продавався в комплектаціях 4/64, 4/128, 6/128 та 8/128 ГБ. В Україні смартфон доступний у комплектаціях 4/64 та 6/128 ГБ.
Redmi Note 11 5G продавався в комплектаціях 4/128, 6/128 та 8/128 та 8/256 ГБ.
Redmi Note 11T продавався в комплектаціях 4/64, 6/64, 6/128 та 8/128 ГБ.

### Програмне забезпечення
Смартфони були випущені на MIUI 12.5 на базі Android 11 та оновлені до HyperOS 1 на базі Android 13.

## Рецензії
Оглядач з інформаційного порталу Mezha.Media поставив POCO M4 Pro 5G 8 балів з 10. До мінусів він відніс люфт клавіш у його зразку та посередню якість ультраширукокутного модуля. До плюсів оглядач відніс швидкість, екран та автономність. У висновку він сказав, що це «…гідний представник середнього цінового сегмента, до якого варто придивитись, якщо ви обираєте смартфон до 8 тис. гривень… Навряд чи пристрій підійде для затятих геймерів або мобільних фотографів, хоча і в цих аспектах він демонструє непогані результати.»
Оглядач з інформаційного порталу ITC.ua поставив POCO M4 Pro 5G 4 бали з 5. До мінусів він відніс лише різницю у гучності стереодинаміків. До плюсів оглядач відніс хорошу автономність, швидку зарядку, достатню продуктивність і доволі якісний для свого цінового сегмента дисплей. У висновку він сказав, що «… це добре збалансований смартфон у плані ціна/якість і чудова заміна попереднику для нових покупців, але не для власників Poco M3 Pro.»